# Ghost Town (película de 2008)
Ghost Town (en Hispanoamérica Un fantasma fastidioso y en España ¡Me ha caído el muerto!) es una película estadounidense de comedia, dirigida por David Koepp y protagonizada por Ricky Gervais, Greg Kinnear y Téa Leoni. La película se estrenó en Estados Unidos el 19 de septiembre de 2008.

## Sinopsis
Bertram Pincus (Gervais) odia a la gente. Ejerce como dentista, quizá porque así no tiene que hablar con los pacientes mientras trabaja. Pero su vida cambia de la noche a la mañana. Cuando se somete a una operación rutinaria algo sale mal y muere durante siete minutos, aunque consiguen revivirlo milagrosamente. A partir de ese momento, Pincus es capaz de ver y hablar con los fantasmas de Manhattan. Agobiado y desesperado, se verá obligado a ayudarlos. Tendrá una especial relación con Frank (Kinnear), un espíritu que desea impedir la nueva boda de su viuda.

## Elenco
- Ricky Gervais como Bertram Pincus, un dentista misántropo que adquiere la capacidad de comunicarse con los fantasmas.
- Téa Leoni como Gwen, una egiptóloga y la viuda de Frank.
- Greg Kinnear como Frank Herlihy, un fantasma que se hace amigo de Bertram.
- Billy Campbell como Richard, el interés amoroso de Gwen, a quien Frank advierte que es un "hombre malo".
- Kristen Wiig como el cirujano autónomo de Bertram.
- Dana Ivey como Marjorie Pickthall.
- Aasif Mandvi como Dr. Prashar, el colega de Bertram.
- Alan Ruck como el fantasma de un hombre de familia; él compite con Frank por la atención de Bertram.
- Betty Gilpin como la enfermera de la Segunda Guerra Mundial.
- Brian d'Arcy James como el irlandés Eddie.
- Brian Tarantina como el policía fantasma.
- Jeff Hiller como un fantasma desnudo.
- Michael-Leon Wooley como el abogado médico.
- Aaron Tveit como el anestesiólogo.
- Bridget Moloney como la recepcionista.